# Бакулин, Иван Иванович
Ива́н Ива́нович Баку́лин (подпольный псевдоним «Буркун»; 1900—1942) — один из организаторов подпольной борьбы на Украине, секретарь Харьковского подпольного обкома КП(б)У.

## Биография
Иван Иванович Бакулин родился 29 июля (16 июля по старому стилю) 1900 года на хуторе Хотунок (ныне в черте города Новочеркасска) в крестьянской семье. Русский.
Семья бедствовала, и обучение четвёртого ребёнка было непростым делом. Бакулину удалось окончить двухклассную народную школу и Михайловское высшее начальное училище. После окончания последнего в 1913 году он продолжал обучение в Новочеркасском учительском институте, но из-за отсутствия средств бросил учёбу.
Во время Великой Отечественной войны был руководителем подполья Харькова. Под его руководством был проведен ряд крупных диверсий в городе.
За время оккупации подпольщики Харьковщины уничтожили более 23 тысяч немецких солдат, офицеров и их пособников, взорвали 21 эшелон с войсками и техникой, разгромили 4 вражеских штаба, вывели из строя 88 паровозов, 777 вагонов, разрушили 20 мостов, подбили и взорвали сотни автомашин и тракторов.

## Память
- В память об Иване Ивановиче Бакулине названа улица Бакулина в Харькове.

## Награды
- Герой Советского Союза (Указом Президиума Верховного Совета СССР от 8 мая 1965 года за выдающиеся заслуги, мужество и героизм, проявленные в борьбе против немецко-фашистских захватчиков в период Великой Отечественной войны Бакулину Ивану Ивановичу посмертно присвоено звание Героя Советского Союза).
- Орден Ленина (02.05.1945, посмертно).